# Hussein Al-Zuhairi
Hussein Jasim Al-Zuhairi (mất ngày 24 tháng 11 năm 2020) là một chính khách Iraq.

## Cuộc đời và sự nghiệp
Hussein Al-Zuhairi sinh ra ở Iraq, và là đại biểu Hội đồng Đại biểu Iraq đại diện cho tỉnh Diyala. Ông cũng từng là Thứ trưởng Bộ Nhân quyền và Thứ trưởng Bộ Tư pháp.
Ông qua đời vì biến chứng COVID-19 ở Liban vào ngày 24 tháng 11 năm 2020.